# Anthony Perrot
Pour les articles homonymes, voir Perrot.
Anthony Perrot, né le 4 octobre 1974 à Bergerac, est un rameur d'aviron français. 
Il remporte la médaille d'argent en quatre sans barreur aux Championnats du monde d'aviron 1998.
Aux Jeux olympiques d'été de 2004, il se classe sixième de la finale de huit.